# Bussanya
La Bussanya és una masia del municipi de Moià, a la comarca catalana del Moianès. Està situada en el sector de nord-oest del terme, a prop del termenal amb Artés. És a prop i al nord del punt quilomètric 24 de la carretera N-141c. És a quasi tres quilòmetres a ponent de la vila de Moià. Just a migdia de la masia, a 70 metres de distància, hi ha la capella de Sant Jacint. La masia Bussanya està inclosa en l'Inventari del Patrimoni Arquitectònic de Catalunya.

## Descripció
Masia rural amb façana encarada a migdia amb un nucli antic anterior al segle xvi, a on avui són les masoveries. Al segle xvii hom li afegí una torre de planta quadrada amb coberta a quatre aigües. De l'estructura primitiva es conserven encara diferents elements arquitectònics, destacant entre ells un arc apuntat que dona accés als estables. Actualment part de l'edifici és utilitzat com a residència d'estiu.

## Història
Segons una inscripció que hi a la part afegida al nucli original anterior al segle xvi, sabem que Jacint Bussanya, notari de Barcelona, fou propietari de la casa l'any 1644. Fou la casa pairal de la nissaga dels Bussanya que, sobretot a l'edat moderna, donà clergues destacats de l'església moainesa, notaris i fins i tot familiars de la Santa Inquisició.